# 临河镇 (灵武市)
临河镇，是中华人民共和国宁夏回族自治区銀川市灵武市下辖的一个行政建制镇。

## 行政区划
临河镇下辖以下地区：
镇社区、上桥村、红柳湾村、下桥村、二道沟村、临河村、石坝村和甜水河村。